# Chamaeza meruloides
A Chamaeza meruloides a madarak osztályának verébalakúak (Passeriformes) rendjébe és a földihangyászfélék (Formicariidae) családjába tartozó faj.

## Rendszerezése
A fajt Nicholas Aylward Vigors brit ornitológus írta le 1825-ben.

## Előfordulása
Dél-Amerikában, Brazília délkeleti részén, az Atlanti-óceán partvidékén honos. Természetes élőhelyei a szubtrópusi vagy trópusi síkvidéki és hegyi esőerdők. Állandó, nem vonul faj.

## Megjelenése
Testhossza 20 centiméter, testtömege 65,7–76,7 gramm.

## Természetvédelmi helyzete
Az elterjedési területe nagyon nagy, egyedszáma pedig stabil. A Természetvédelmi Világszövetség Vörös listáján nem fenyegetett fajként szerepel.